# Rechtspflege der Bundeswehr
Die Rechtspflege der Bundeswehr (RPflegeBw) ist ein eigenständiger Bereich im Geschäftsbereich des Bundesministeriums der Verteidigung (BMVg). Zur Rechtspflege der Bundeswehr gehören der Bundeswehrdisziplinaranwalt in Leipzig, die Truppendienstgerichte, die Rechtsberater, die zugleich im Nebenamt Wehrdisziplinaranwälte sind, sowie die Rechtslehrer und Rechtsdozenten. Die Zentrale Ausbildungseinrichtung für die Rechtspflege der Bundeswehr (ZAR) in Koblenz ist Teil des Zentrums Innere Führung.
Die Rechtsberater der Bundeswehr beraten die Leiter der Kommandobehörden ab Ebene der Division oder vergleichbar aufwärts in rechtlicher Hinsicht, auch bei den Auslandseinsätzen der Bundeswehr. Mit Stand Januar 2020 gab es 152 Dienstposten von Rechtsberatern, wovon 132 Dienstposten besetzt waren. Rechtslehrer und Rechtsdozenten erteilen Rechtsunterricht, vor allem an den Ausbildungseinrichtungen der Bundeswehr. Mit Stand Januar 2020 gab es 55 Dienstposten für Rechtslehrer/Rechtsdozenten, von denen 45 besetzt waren.
Rechtsberater/Wehrdisziplinaranwälte können als Reservisten in eine Wehrdienstverhältnis berufen werden, um als Rechtsberater-Stabsoffiziere (RBStOffz), insbesondere um bei Auslandseinsätzen tätig zu werden.